# جورج إدوين إليسون
جورج إدوين إليسون (بالإنجليزية: George Edwin Ellison)‏ هو آخر جندي بريطاني يُقتل في الحرب العالمية الأولى.